# Ред на относителната активност
Атомите на химичните елементи се различават по своята редукционна активност, по способността си да отдават валентните си електрони. Подредени по намаляване на редукционната си активност, атомите на металите образуват ред, наречен ред на относителната активност. Атомите на първите елементи от реда са най-силни редуктори. Те могат да изместват (редуцират) по-слабите редуктори от техните съединения. Реда на относителната активност на металите е в пряка връзка със стандартния електроден потенциал (виж електролиза).
| Li→Cs→K→Ba→Sr→Ca→Na→Mg→Al→Mn→Zn→Cr→Fe→Cd→Co→Ni→Sn→Pb→H→Sb→Bi→Cu→Hg→Ag→Pd→Pt→Au |

Този ред се използва за да се прецени дали протича дадена реакция между метал и воден разтвор на сол или на киселина:
- При химични реакции между метали и водни разтвори на соли всеки метал може да взаимодейства с йоните на онези елементи, които стоят след него в реда на относителната активност на металите. Типичен пример е контактът на железни предмети (пирон, стружки и пр.) с воден разтвор на медни соли: желязото редуцира медните йони и се окислява до железни йони. При това желязото се разтваря, а се отделя метална мед. Същият метод може да се използва за отделяне на сребро от разтвор на сребърни соли.

- Всеки метал, който стои пред водорода в реда на относителната активност на металите, може да го измества от разредените киселини. Металите преди водорода в относителния ред на активност реагират с киселини с отделяне на водород. Металите след него не могат да бъдат разтворени в (неокисляващи киселини). Напр. медта, среброто и златото не се разтварят в солна киселина. Медта и среброто обаче се разтварят в азотна киселина, защото тя е способна да окисли метала до съответния оксид, който се разтваря в киселини. При това обаче не се отделя водород.

Зависимости
- Металите от литий до натрий са известни като силно активни метали и взаимодействат със студена вода, преобразувайки се до хидроксид и водород.
- Следващите метали, от магнезий до хром, се считат за активни метали, като реагират с много гореща вода или водна пара, за да образуват оксид и водород.
- Оксидите на всички метали от литий до хром устояват на редукцията с H2.
- Следващите метали, от желязо до олово, заместват водорода от хлороводорода, сярната и азотната киселина. Оксидите им извършват редукция при взаимодействие с въглерод, въглероден оксид и при загряване с водород.
- Металите между желязото и медта могат да взаимодействат пряко с кислорода до получаване на оксид.
- Последните метали в реда от живак до злато често се намират в природата в свободно състояние; техните оксиди се образуват само непряко и се разпадат при леко загряване.
- При електролиза металите от алуминий до водород (без алуминий) се отделят заедно с водорода на катода и се наричат шуплести метали.